# Aksel Larsen (tv-kok)
Aksel Larsen (født 30. januar 1905, død 1. juli 2000) var en dansk kok og tv-vært. Han var bedst kendt for madprogrammet Tv-køkkenet, som han lavede sammen med Conrad Bjerre-Christensen. Programmet er også kendt under navnet Conrad og Aksel.

## Liv og karriere
Aksel Larsen voksede op på Østerbro i København. Han blev udlært som kok i 1924 og fik efterfølgende job som køkkenchef. Efter et ophold i USA vendte han tilbage til Danmark, hvor han blev chefkok på Hotel Marienlyst i Helsingør. Aksel Larsen aftjente sin værnepligt som assisterende kok på kongeskibet Dannebrog, og i 1933 blev han tilbudt en stilling i køkkenet på Amalienborg. Larsen vendte senere tilbage til kongeskibet, denne gang som bestyrer i skibets køkken. Han sluttede på kongeskibet efter 38 års tjeneste ved Kongehuset og blev samtidig udnævnt til Ridder af Dannebrog.
I 1966 blev Aksel Larsen landskendt, da han sammen med Conrad Bjerre-Christensen startede Danmarks første madprogram på DR. Dette koncept var en succes, men efter seks år blev de i 1972 begge to fyret, fordi de reklamerede for meget for smør i landets ugeblade. Bjerre-Christensen døde i september 1976. Samme år havde han og Larsen haft en gæsteoptræden i spillefilmen Olsen-banden ser rødt.
I årene efter tv-succesen var Aksel Larsen madskribent på Billed-Bladet, ligesom han også var censor på Kokkeskolen. Derudover var han dommer ved adskillige madkonkurrencer og æresmedlem af Gastronomisk Laug. Tv-klippet med citatet "rigeligt smør" er ofte blevet brugt i madprogrammet Spise med Price.
Aksel Larsen døde 95 år gammel den 1. juli 2000.